# 井口和起
井口 和起（いぐち かずき、1940年2月28日 - ）は、日本の歴史学者。京都府立大学名誉教授。専門は日本近代史。
京都府福知山市生まれ。1963年京都大学文学部史学科卒業。1965年京都大学大学院文学研究科博士課程中途退学。京都大学人文科学研究所助手、大阪外国語大学助教授、京都府立大学文学部助教授・教授・学長、京都府立総合資料館長などを歴任。2016年、福知山公立大学学長。2022年3月、福知山公立大学学長を任期満了に伴い退職。

## 著書
- 『朝鮮・中国と帝国日本』（岩波書店、1995年）
- 『日露戦争の時代』（吉川弘文館、1998年）
- 『日本帝国主義の形成と東アジア』（名著刊行会、2000年）
- 『日露戦争-世界史から見た「坂の途上」』（東洋書店、2005年）
- 『京都観光学のススメ』（人文書院、2005年）上田純一・野田浩資・宗田好史との共著